# Hugo Wolf
Hugo Wolf (13. března 1860, Slovenj Gradec – 22. února 1903, Vídeň) byl rakouský hudební skladatel působící v druhé polovině 19. století.

## Životopis

### Mládí
Jeho rodiště Slovenj Gradec (tehdy Windischgrätz) leží ve slovinských Korutanech. Zatímco jeho matka byla částečně slovinského původu, otec byl Němec. Philipp Wolf vlastnil koželužnu, ale byl i muzikantem a naučil se hrát na několik nástrojů a také svému synovi dával hodiny nejprve hry na klavír a potom na housle. V letech 1865–1869 navštěvoval malý Hugo místní školu a jeho tamní učitel na klavír Sebastian Weixler mu vštípil základy hudební teorie. V osmi letech na něj silně zapůsobila Donizettiho opera Belisario a asi v té době jeho otec vytvořil pětičlenný domácí orchestr, v němž budoucí skladatel hrál druhé housle.
Talentovaný chlapec měl složitou povahu, jež byla ještě zjitřena, když v roce 1867 koželužna jeho otce vyhořela a ze zámožné rodiny se stali chudáci.

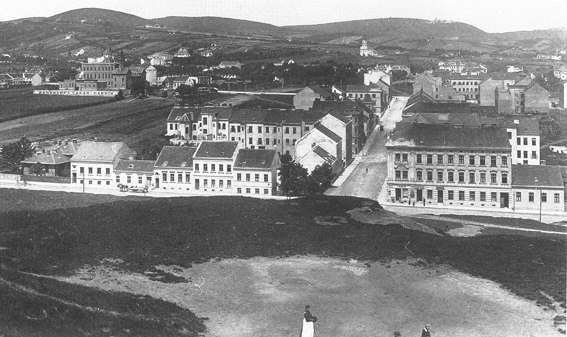
Pohled na Wolfovo rodné město z roku 1915

V roce 1870 nastoupil na střední školu ve Štýrském Hradci, ale ač byl jeho hudební talent znám, byl po pouhém semestru vyloučen s vysvědčením znějícím „zcela neuspokojivý“. Pak strávil dva roky v církevní škole, kde hrál na housle a varhany při bohoslužbách a začal komponovat, ale opět byly jeho výsledky znepokojivé. Wolfovi bylo nyní patnáct let a projevovala se u něj vášeň pro hudbu spojená s opovržením vůči ostatnímu studiu, a proto bylo rozhodnuto, že půjde k tetě do Vídně a bude navštěvovat vídeňskou konzervatoř. Vyvinula se u něj láska k Wagnerově hudbě a když navštívil Norimberk, podařilo se mu se s Wagnerem setkat. Ve Vídni studoval u Wilhelma Schennera hru na klavír a kompozici u Roberta Fuchse a později Franze Krenna. Spřátelil se i se svým studijním kolegou Gustavem Mahlerem. Ale i zde se dostával do konfliktu s autoritami, konkrétně ředitelem konzervatoře.
V listopadu 1877 se v sedmnácti letech vrátil do Vídně s úmyslem vydělávat si peníze jako soukromý učitel, ale přestože nějaké žáky získal, neměl s nimi potřebnou trpělivost nebo talent k učení.

### Dospělost
V roce 1878 ho jeho přítel, skladatel Adalbert von Goldschmidt, vzal s sebou do nevěstince, kde se patrně nakazil syfilidou, která způsobila později jeho šílenství a smrt.
V té době si vytvořil citový vztah k ženě jménem Melanie Kochertová. Několik let se probíjel, jak se dalo, neúspěšný a nenaplněný, a přestože mu Goldschmidt obstaral v roce 1881 místo dirigenta v Salcburku, brzy se nepohodl s nadřízenými a vrátil se do Vídně. Nejistoty provázely i jeho komponování (v letech 1876–1879 začal a záhy zanechal nejméně tři symfonie) ve všech žánrech kromě písní. Ale i zde byl zraněn, když v roce 1879 ukázal několik písní Brahmsovi, který mu poradil, aby se zdokonalil ve kontrapunktu. V roce 1887 Wolfovi zemřel otec a on si postěžoval, že pro „něj moje hudba nikdy nezněla“.
Téměř okamžitě se však na něj usmálo štěstí, když mu na konci téhož roku vydavatel uveřejnil dvanáct písní. S optimismem vstoupil do tvůrčího období, o němž se mu dosud nesnilo. V únoru 1888 si pronajal dům ve Vídeňském lese a během tří měsíců zhudebnil více než čtyřicet Mörikeho básní. Brzy následovaly další písně na slova Eichendorffa a Goetha a v listopadu 1890 již měl na kontě více než sto sedmdesát písní. Kromě písní napsal v devadesátých letech Italskou serenádu a operu Corregidor, jež byla uvedena v roce 1896 v Mannheimu. Byl nyní šťastný jako nikdy předtím, ačkoliv stále trpěl depresemi a jednou se příteli svěřil: „Spíš bych začal mluvit čínsky, než bych něco napsal“.

### Závěr života a smrt

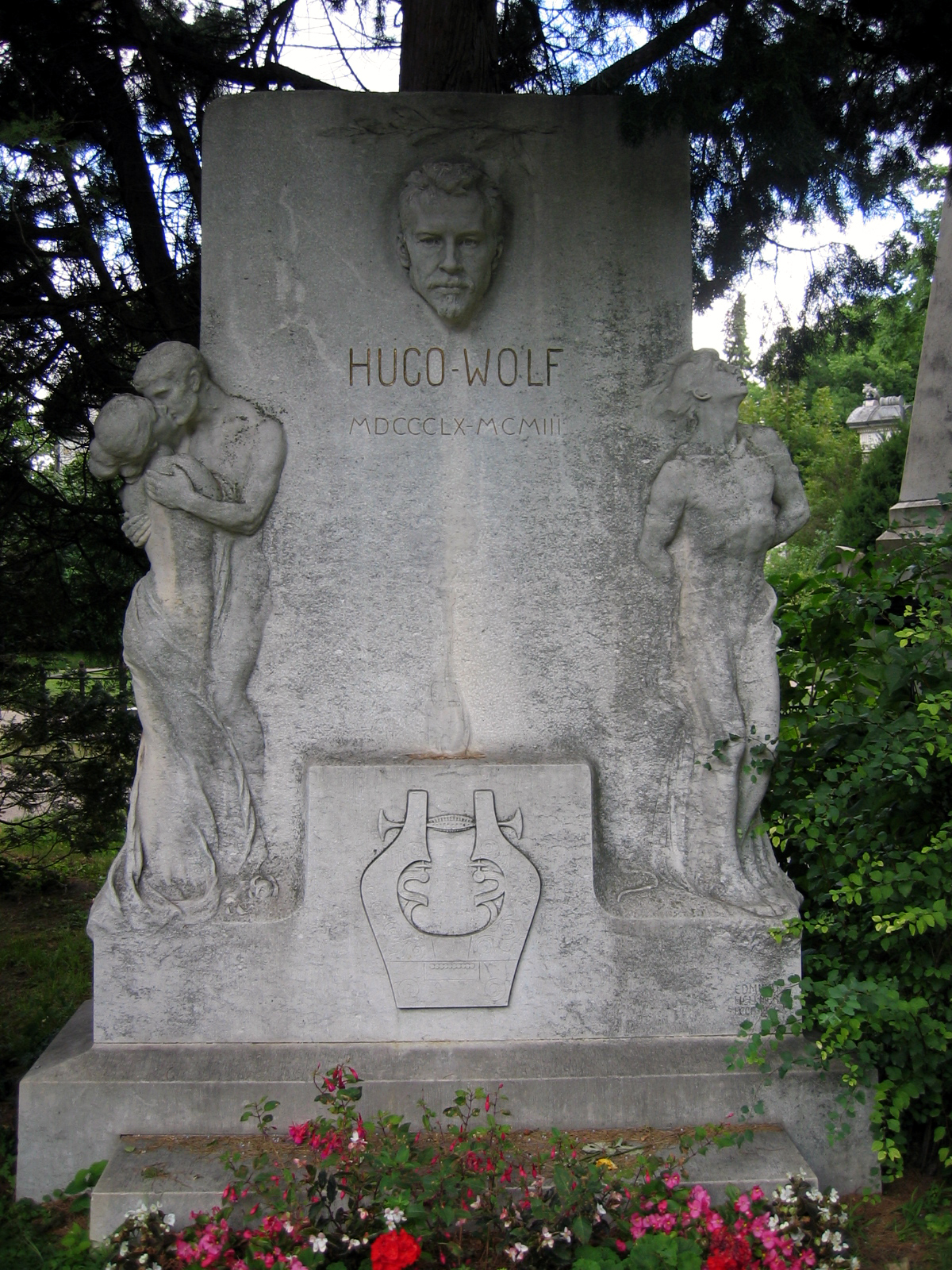
Hrob Hugo Wolfa

V září 1897 ho začal opouštět rozum a byl přijat do vídeňského soukromého psychiatrického ústavu. Došlo ke zlepšení, takže mohl být v lednu 1898 propuštěn, ale v říjnu při svém pobytu v rodině Melanie Kochertové se pokusil o sebevraždu a dostal se do dalšího ústavu, kde 22. února 1903 zemřel. Melanie mu zůstala přítelkyní i v jeho posledních chvílích a tři roky po jeho smrti se vrhla z okna svého vídeňského bytu ve čtvrtém patře.

## Nejvýznamnější díla
- Mörikeho básně
- 1. symfonie
- 2. symfonie
- 3. symfonie (nedokončená)
- Der Corregidor (opera, libreto: Rosa Mayreder)
- Italská serenáda
- Manuel Venegas (nedokončená opera)
- Jaro přichází
- Manželé Kietzovi
- Duha života
- Romantická serenáda
- Ukolébavka
- Zlatý život
- Sen boha
- Klidné housle
- Něžná přání
- Mignon, čtyři písně na texty Johanna Wolfganga Geoetha (Mignon I, Mignon II, Mignon III, Mignon - Kennst du das Land?